# Ein nasser Hund
Ein nasser Hund ist ein Spielfilm aus dem Jahr 2021 von Damir Lukačević, der im Verleih von Warner Bros. Pictures am 9. September 2021 bundesweit in die deutschen Kinos kam. Der Film basiert lose auf der Geschichte des deutsch-israelischen Autors Arye Sharuz Shalicar und seiner Autobiographie Ein nasser Hund ist besser als ein trockener Jude. Erzählt wird die Geschichte eines iranischstämmigen jüdischen Jugendlichen, dessen Familie in den Berliner Bezirk Wedding zieht.

## Handlung
Der 16-jährige Iraner Soheil zieht mit seinen Eltern aus dem beschaulich bürgerlichen Göttingen nach Berlin-Wedding. Schnell freundet er sich mit den Jugendlichen aus der Gang von Husseyn an. Türken, Araber, Kurden – im Wedding seien alle wie eine Familie, wird Soheil von Husseyn begrüßt. Was seine neuen Freunde nicht wissen: Soheil ist Jude. Als er im Supermarkt seine Davidsternkette trägt, wird er von zwei arabischen Jugendlichen beleidigt und vertrieben. Von nun an verschweigt Soheil seine jüdische Herkunft. 
Soheil lernt schnell. Er passt seine Sprache dem Straßenslang an, zieht mit der Gang um die Häuser und wird zum Sprayer. Seine Tags sind cool, „King Star“ ist sein Pseudonym. Er will unbedingt dazugehören, sticht bei einer Schlägerei mit einer Kreuzberger Gang als Erster zu und verkauft Drogen. Zum Entsetzen seiner liebevoll besorgten Eltern verwandelt sich Soheil zu einem Kleinkriminellen, der immer öfter von der Polizei nach Hause gebracht wird. Sein Status in der Gang wächst und alle bezeichnen ihn als ihren Bruder. 
Soheil verliebt sich in seine türkische Schulkameradin Selma und erlebt mit ihr die erste Liebe. Husseyn wird sein bester Freund. Um weiter nicht aufzufallen, begleitet er Husseyn sogar in die Moschee. Doch eines Tages holt Selma ein Kleid in der Schneiderei seiner Eltern ab und trifft dort auf die jüdischen Verwandten aus Tel Aviv. Soheil beschließt, sich nicht weiter zu verleugnen und outet sich in seiner Clique offen als Jude. Jetzt steht er zwischen allen Fronten und wird von seinen ehemaligen Freunden angefeindet. Auch Selma und Husseyn wissen nicht, wie sie mit der nun eskalierenden Situation umgehen sollen.

## Hintergrund
Damir Lukacevic verlegte Shalicars Geschichte aus den 1990er Jahren in die Gegenwart. Der Film verdeutlicht damit, dass der von Shalicar beschriebene und persönlich erfahrene Antisemitismus in Deutschland kein Phänomen einer vergangenen Ära, sondern ein noch immer aktuelles Thema ist.

## Produktion

### Drehbuchentwicklung
Bei der Arbeit an seiner Dokumentation Willst Du Stress oder was? über die Lebenswelten von Jugendlichen im Wedding, die ein Theaterstück nach der Methode von Augusto Boals Theater der Unterdrückten entwickelt haben, entdeckte Lukacevic die Autobiografie von Arye Sharuz Shalicar. Der aus dem ehemaligen Jugoslawien stammende Filmemacher kennt den Kampf um Identitäten aus den ethnischen Konflikten seiner Heimat, wo aus Nachbarn und Freunden von einem Tag zum anderen Feinde wurden. Die Entwicklung des Drehbuchs erstreckte sich über mehrere Jahre.
Lukacevic, der auch das Drehbuch schrieb, hatte die Geschichte zunächst mit Berliner Schülern der Weddinger Schule, die Shalicar in den 90er Jahren besuchte, als Theaterstück inszeniert. Dabei gab er bei diesem Arbeitsprozess die Handlung und die Charakterbögen vor. In Improvisationen wurde das Theaterstück, das die Grundlage für das spätere Drehbuch war, und die Dialoge mit den Codes und der Sprache der Jugendlichen entwickelt.

### Casting
Der Casting-Prozess mit Hunderten von Bewerbern erstreckte sich über mehrere Monate. Gesucht wurde mittels Streetcasting, in Schulen, die „Darstellendes Spiel“ anbieten und in Theatergruppen, in denen türkische und arabische Jugendliche spielten, wie das Theater ACT in Berlin-Neukölln. Schließlich wurden aus einer Gruppe von etwa 40 jungen Leuten die geeignetsten für die Haupt- und Nebenrollen ausgewählt. In mehrmonatigen Improvisations-Workshops schlüpften diese in unterschiedliche Rollen. Palästinenser, Türken, Libanesen und Iraner, jeder nahm auch mal die Rolle des jüdischen Jungen Soheil ein und hatte dadurch die Gelegenheit des Perspektivwechsels. Einige der Darsteller hatten noch keine schauspielerische Erfahrung und spielten zum ersten Mal in einem Film mit.

### Kampfchoreografie
Die Choreografie für die Kampfszenen übernahm Joshua Grothe, der bereits für Projekte wie die Netflix-Produktion Sense 8 (Regie:  Lana und Lilly Wachowski) als Choreograf gearbeitet hat. Im Vorfeld der Dreharbeiten wurde mit den jugendlichen Darstellern ein Workshop speziell zu den Kampfszenen veranstaltet. Ziel war es, den Darstellern zu zeigen, wie sie vor der Kamera die Kämpfe darstellen, damit es hart und realistisch aussieht, sich aber keiner verletzt. Diese Abläufe wurden als Pre-Visualisation mit der Kamera aufgenommen und anschließend bei den Proben mit den Schauspielern einstudiert. Björn Becher bezeichnet bei Filmstarts den Kampf zwischen den Weddingern und den Kreuzbergern als imposante Actionszene, die nicht nur inszenatorisch herausragt, sondern sich auch nahtlos in die Erzählung einfügt.

### Wedding
Ein heimlicher Hauptdarsteller des Filmes ist der Bezirk Wedding, der noch nicht oft im Kino zu sehen war und sowohl heruntergekommene, dreckige, als auch urbane, fotogene Gegenden hat. Shalicar beschrieb den Wedding als Kampfbezirk und Dschungel, in dem man sich den Stärksten anpassen müsse oder man werde unterworfen, was verheerende Folgen haben könne. Bei Ein nasser Hund ist der Wedding so sehr im Zentrum des Geschehens, dass man fast von einer Liebeserklärung an den Stadtteil sprechen kann. Unter anderem wurde entlang der Bahnstrecke um den Gesundbrunnen gedreht, die ganze Ecke Badstraße und die Prinzenallee werden ausführlich gezeigt.

## Rezeption
Gabi Sikorski schrieb bei Programmkino.de, dass der Film von Minute zu Minute spannender werde und bei aller Dramatik seine leichte, lockere Erzählweise behalten würde. Dieses Kunststück gelinge dank eines klugen Drehbuchs und mit Unterstützung einer Schar hoch begabter junger Darsteller. Es sei ein frecher, provokanter Film, der bei aller Ironie seine Ernsthaftigkeit behalte.
Die Cinema urteilt, dass „erfrischende Jungschauspieler […], die ihre eigene Sprache sprechen, coole Rapmusik und schnell geschnittene Action“ in „Ein nasser Hund“ für „authentisches Flair“ sorgen. Dabei würde „auch die Betrachtung der Ursachen von Antisemitismus und die Suche nach einer religiösen Heimat […] nicht zu kurz [kommen]“. Das Fazit der Redaktion lautet daher, der Film sei ein „intensives Jugenddrama, aktuell und zeitlos zugleich – das ist selten im deutschen Kino“.
Heide Soltau von der Jüdischen Allgemeinen attestierte dem Film zwar, dass er als Milieustudie überzeuge, aber sie bemängelte, dass sich der Film zu sehr von der Buchvorlage entfernt habe und dass man zu wenig über Soheils Familie und das Beziehungsgefüge innerhalb der Jugendlichen erfahre.
Björn Becher von Filmstarts meinte, dass Ein nasser Hund als Antisemitismus-Anklage natürlich auch politisch sei. Aber in seinem Berlin-Wedding-Drama komme Lukacevic in erster Linie seinen Figuren ganz nah, zeige nicht nur ihre Taten, sondern offenbare auch ihre Gefühle. Während einzelne Figuren und Ereignisse aus dem Buch von Shalicar ziemlich direkt oder ähnlich übernommen wurden, sei die Verfilmung ungemein verdichtet, gleichzeitig aber auch sehr elliptisch erzählt. Wie viel Zeit zwischen zwei Szenen verstreiche, lasse sich meist nur grob erahnen. Dadurch wirke der Film unglaublich intensiv, weil Ereignisse, die in der Handlung wohl Monate auseinanderliegen, im Film Schlag auf Schlag folgen.
Andreas Köhnemann war in seiner Rezension bei Kino-Zeit angetan von der Leinwand-Adaption und schrieb, dass dem Film erstaunlich viele Dinge gleichermaßen gelingen würden. Zusammen mit Fatih Akins stimmiger Wolfgang-Herrndorf-Bearbeitung Tschick (2016) und Faraz Shariats queerem Wunderwerk Futur Drei (2020) dürfte Ein nasser Hund zu den besten deutschen Kinobeiträgen über junge Erwachsene aus den letzten fünf bis zehn Jahren gehören. Bei Spielfilm.de schrieb Köhnemann, Ein nasser Hund würde bei aller Ernsthaftigkeit auch Zeit für Humor, Wärme und Zärtlichkeit finden.
Im Tagesspiegel urteilte Gunda Bartels: „Immer ist die coole Verpackung in die Insignien urbaner Subkultur Teil des pädagogisch wertvollen Plans, Themen wie Toleranz und die Ächtung von Drogen, Hass und Gewalt auch einem jugendlichen Publikum schmackhaft zu machen, was ohne stilistische Überhöhung schlecht funktioniert. Aber mit eben auch nie so ganz. Die Gefahr der Ästhetisierung prekärer Verhältnisse lauert immer direkt um die Ecke. Auch Ein nasser Hund schwebt bei der Beschreibung einer Weddinger Gang immer wieder in der Gefahr, in Ghettoklischees zu kippen – sprich: fette Goldketten, dicke Eier, dumpfe Hirne, schnelle Messer samt reichlich Ficken-, Digga- und Walla-Slang. Insgesamt jedoch treffen die jungen Laiendarsteller, mit denen Regisseur Damir Lukačević vor dem Dreh mehrmonatige Improvisationsworkshops veranstaltet hat, einen wahrhaftigen, immer wieder erschreckend realistischen Ton.“

## Auszeichnungen
Ein nasser Hund hat das Prädikat besonders wertvoll erhalten. Zur Begründung schrieb die Jury: „Mit seinem Mut zur Ambivalenz und einer radikal ehrlichen Erzählweise ist Ein nasser Hund authentisch und spannend zugleich. Die exzellenten Jungdarsteller*innen wirken überzeugend in ihren Rollen und können die Konflikte auch anhand eines schnörkellos erzählenden Drehbuchs vermitteln, unterstützt von einem Cast an erfahrenen Darstellern wie Kida Khodr Ramadan. Und auch filmisch kann Ein nasser Hund in allen Belangen, ob Kamera, Montage, Musik oder die Auswahl des Settings, überzeugen.“
Mohammad Eliraqui war für den Deutschen Schauspielpreis 2021 in der Kategorie „Nachwuchs“ nominiert.